# 청양중학교
청양중학교(靑陽中學校)는 대한민국 충청남도 청양군 청양읍 송방리에 있는 공립 중학교이다.

## 학교 연혁
- 1931년 8월 17일 : 정산공립농업 보수학교 2년제 1학급 인가
- 1931년 9월 1일 : 개교
- 1940년 4월 1일 : 청양공립농업전수학교라 칭함, 정산에서 청양 이전
- 1946년 9월 1일 : 청양공립학교라 칭함(3년제 2학급)
- 1951년 9월 1일 : 청양중학교라 칭함(청양농업고등학교 병설)
- 2022년 3월 1일 : 제29대 전건용 교장 취임
- 2024년 4월 4일 : IB 후보학교 등록
- 2024년 1월 9일 : 제77회 졸업식(졸업생 105명, 총 16,494명)
- 2024년 3월 4일 : 2024학년도 입학식(98명 입학)

## 참고 자료
- 청양중학교 - 한국교육학술정보원 학교알리미